# 朝里川温泉スキー場
朝里川温泉スキー場（あさりがわおんせんスキーじょう、英: ASARI SKI AREA）は、北海道小樽市にあるスキー場。

## 沿革
1968年（昭和43年）開場。安達建設グループである株式会社Nikkan（旧日観興業）が隣接するゴルフ場「札樽ゴルフ倶楽部」とともに所有しているが、2006年（平成18年）から2016年（平成28年）までは小樽朝里クラッセホテルを運営しているアンビックスがスキー場の運営を行っていた。その後、ゴルフ場とともにNikkanから新設分割した株式会社Sassonが運営を承継した。

## 施設
コース
| コース名       | 難易度            | 全長    | 平均斜度 | 最大斜度 | 備考 |
| -------------- | ----------------- | ------- | -------- | -------- | ---- |
| パープルコース | 中上級            | 1,100 m | 15度     | 24度     |      |
| グリーンコース | Aコース（上級）   | 450 m   | 20度     | 30度     |      |
| グリーンコース | Bコース（中級）   | 800 m   | 14度     | 16度     |      |
| ブルーコース   | 初中上級          | 1,500 m | 17度     | 29度     |      |
| レッドコース   | 中上級            | 800 m   | 17度     | 23度     |      |
| オレンジコース | 中上級            | 500 m   | 16度     | 36度     |      |
| イエローコース | Aコース（中上級） | 500 m   | 16度     | 22度     |      |
| イエローコース | Bコース（中級）   | 500 m   | 15度     | 19度     |      |

索道
- パールリフト
- グリーンリフト
- レッドリフト
- イエローリフト

その他
- センターハウス
  - 総合案内所
  - レストラン「バルト」
  - 麺専門「シュネー」
  - プロショップ・売店
  - フィットネスジム
- ガルチックハウス
  - ガルチックレストラン
  - レンタルコーナー
- ゲレンデハウス
- レストハウス「バルーガ」

### 関連する施設
2022年7月15日、赤井川村のDMO（観光地域づくり法人）候補法人の赤井川村国際リゾート推進協会によってウイングベイ小樽内に「小樽・きたしりべし スキー＆アドベンチャーセンター」が開設された。センターには赤井川村のキロロリゾートのほかにスノークルーズ・オーンズ、小樽天狗山スキー場、朝里川温泉スキー場が参加し、小樽市内の宿泊者に向けて、各スキー場を「一つのリゾート」として周遊してもらうことを目的に各スキー場のリフト券販売やスキー・スノーボード用具レンタルを行っている。

## アクセス・駐車場
- 札樽自動車道朝里ICから車で約5分
- 小樽市中心部から車で約15分
- 札幌市中心部から車で約30分
- 新千歳空港から車で約60分